# Портрет Джиневри д'Есте
«Портрет принцеси» — картина, що приписується італійському художнику раннього кватроченто Пізанелло. Ймовірно, вона була створена між 1435 і 1449 роками і також відома як «Портрет принцеси з дому Есте». Приписується Пізанелло за стилістикою і тому, що він перебував в той час у Феррарі, де також виконав портрет і пам'ятну медаль для маркіза Леонелло д'Есте.
В теперішній час портрет зберігається і експонується в Луврі, Париж.

## Сюжет
Принцеса зображена в профіль, на тлі метеликів і квітів аквілегії. Вважається, що це портрет Джиневри д'Есте, хоча спочатку вважали, що на картині зображена Маргарита Гонзаго, дружина Леонелло д'Есте. Цей портрет розглядався як частина композиції, другою половиною якої був портрет Леонелло. Противники цієї версії стверджують, що зазвичай картини, що зображували подружні пари, мали однакові розміри і фон. Крім цього, квіти на картині не є символами Гонзаго, а на ній присутня лише ваза — символ д'Есте.
Джиневра д'Есте вийшла заміж за правителя Ріміні Сиджизмондо Пандольфо Малатеста і була вбита ним, коли він дізнався про її безплідність. Наявність на картині квітів аквілегії (символ шлюбу, але також символ смерті) призвело до гіпотези, що Пізанелло написав портрет Джиневри після її смерті, в 1440-х рр.
Ретельне промальовування деталей фону і барвистість атмосфери полотна — типові елементи стилю пізньої (інтернаціональної) готики, видатним представником якого в північній Італії був Пізанелло.

## Символіка
- Метелик — символ духу.
- Квіти аквілегії (водозбору) — символ шлюбу, плодючості та жіночої смерті.
- Гвоздики — символ шлюбу, плодючості.
- Ваза — (на рукаві сукні Джиневри) символ дому Есте; якщо б це був весільний портрет, то на ньому були б зображені символи домів нареченого і нареченої.
- Гілка ялівцю (італ. Ginepro) — відноситься до імені Джиневра (італ. Ginevra) і, оскільки є символом жіночої смерті, відноситься до померлої Джиневри.